# Weil der Stadt
Weil der Stadt là một thị trấn thuộc huyện Böblingen ở Vùng Stuttgart thuộc bang Baden-Württemberg của Đức. Nó có khoảng 19.000 cư dân, nằm cách khoảng 30 km (19 mi) về phía tây của trung tâm thành phố Stuttgart, nằm trong thung lũng sông Würm, và thường được gọi là "Cổng vào Rừng Đen ".

## Tên gọi
Cái tên Weil bắt nguồn từ chữ villa trong tiếng Latinh, một điền trang hoặc trang viên. chữ der Stadt (thị trấn) được thêm vào để phân biệt Weil với các làng khác gần đó cùng tên, chẳng hạn như Weil im Dorf và Weil im Schönbuch.

## Lịch sử
Làng Wile được nhắc đến lần đầu tiên vào năm 1075, và được mô tả là thuộc quyền sở hữu của tu viện nổi tiếng Hirsau. Weil der Stadt đã trở thành một Thành phố Đế quốc Tự do (trực thuộc trực tiếp hoàng đế) vào thế kỷ 13, nhưng đã tồn tại trong nhiều thế kỷ trước đó như một địa điểm giao thương quan trọng.
Thành phố đã bị phá hủy hoàn toàn trong Chiến tranh Ba mươi năm vào năm 1648 nhưng sau đó được xây dựng lại, và vẫn còn chịu ảnh hưởng nhiều về kiến trúc của các tòa nhà từ thời kỳ này. Các công sự của thành phố phần lớn vẫn còn nguyên vẹn, với tường thành, cổng và một số tháp.
Weil der Stadt được biết đến nhiều nhất là nơi sinh của nhà thiên văn học Johannes Kepler (1571–1630), và nó mang danh hiệu không chính thức là Keplerstadt (thị trấn Kepler). Một cư dân nổi tiếng khác là nhà cải cách Tin lành Johannes Brenz (1499–1570). Do khung cảnh xung quanh và cảnh quan thành phố hấp dẫn, nhất là là tháp chuông nhà thờ Thánh Peter và Paul, Weil der Stadt là một thắng cảnh du lịch được ưa chuộng trong vùng Stuttgart.

## Lễ hội
Weil der Stadt là thành trì của lễ hội hóa trang truyền thống, được tổ chức với một cuộc diễu hành ở trung tâm thành phố. Khác với lễ hội hóa trang ở Rheinland, lễ hội hóa trang ở Weil der Stadt, được gọi là Fasnet, dựa vào truyền thống của những người có phương ngữ Alemanni, được chia sẻ bởi các thị trấn khác nhau ở tây nam nước Đức và Thụy Sĩ.

## Sự kiện
Weil der Stadt đã thoát khỏi sự tàn phá trong Thế chiến thứ hai lúc một trận địa pháo của Pháp được cho ngừng hoạt động để tôn trọng nơi sinh của Kepler.